# José Caicedo
José Luis Caicedo Barrera (Palmira, 23 maggio 2002) è un calciatore colombiano, centrocampista del Pumas UNAM.

## Caratteristiche tecniche
È un centrocampista con caratteristiche difensive.

## Carriera

### Club
È cresciuto nel settore giovanile dell'Ind. Santa Fe, con cui ha debuttato il 14 luglio 2019 nell'incontro di Categoría Primera A pareggiato 0-0 contro il Deportivo Pasto. Nel 2020 è stato ceduto al Barranquilla in seconda divisione.
Il 20 ottobre 2020 è stato acquistato dal Pumas UNAM, che lo ha assegnato alla propria società filiale del Pumas Tabasco per la stagione 2020-2021. Promosso in prima squadra la stagione successiva, ha fatto il suo esordio il 24 febbraio 2022 nella partita di CONCACAF Champions League vinto 4-1 contro il Saprissa, mentre il primo gol lo ha realizzato il 19 febbraio 2024, contro il Santos Laguna. Il 18 aprile seguente ha prolungato il contratto fino al 2027.

### Nazionale
Ha giocato con la nazionale colombiana Under-17.

## Statistiche

### Presenze e reti nei club
Statistiche aggiornate al 4 marzo 2025.
| Stagione        | Squadra         | Campionato      | Campionato | Campionato | Coppe nazionali | Coppe nazionali | Coppe nazionali | Coppe continentali | Coppe continentali | Coppe continentali | Altre coppe | Altre coppe | Altre coppe | Totale | Totale | Totale |
| Stagione        | Squadra         | Comp            | Pres       | Reti       | Comp            | Pres            | Reti            | Comp               | Pres               | Reti               | Comp        | Pres        | Reti        | Pres   | Reti   |        |
| --------------- | --------------- | --------------- | ---------- | ---------- | --------------- | --------------- | --------------- | ------------------ | ------------------ | ------------------ | ----------- | ----------- | ----------- | ------ | ------ | ------ |
| 2019            | Ind. Santa Fe   | A               | 4          | 0          | CC              | 1               | 0               | -                  | -                  | -                  | -           | -           | -           | 5      | 0      |        |
| 2020            | Barranquilla    | B               | 1          | 0          | CC              | 2               | 0               | -                  | -                  | -                  | -           | -           | -           | 3      | 0      |        |
| 2020-2021       | Pumas Tabasco   | EMX             | 12         | 0          | -               | -               | -               | -                  | -                  | -                  | -           | -           | -           | 12     | 0      |        |
| 2021-2022       | Pumas UNAM      | LMX             | 1          | 0          | -               | -               | -               | CCL                | 1                  | 0                  | -           | -           | -           | 2      | 0      |        |
| 2022-2023       | Pumas UNAM      | LMX             | 14         | 0          | -               | -               | -               | -                  | -                  | -                  | -           | -           | -           | 14     | 0      |        |
| 2023-2024       | Pumas UNAM      | LMX             | 26         | 1          | -               | -               | -               | -                  | -                  | -                  | LC          | 3           | 0           | 29     | 1      |        |
| 2024-2025       | Pumas UNAM      | LMX             | 29         | 1          | -               | -               | -               | CCC                | 2                  | 0                  | LC          | 4           | 0           | 35     | 1      |        |
| Totale carriera | Totale carriera | Totale carriera | 87         | 2          |                 | 3               | 0               |                    | 3                  | 0                  |             | 7           | 0           | 100    | 2      |        |